# カフラピコ
カフラピコ（Ka Hula Piko）はアメリカ合衆国ハワイ州のモロカイ島で春に行われるフラの祭である。

## 概要
カフラピコは「フラのセンター」という意味で、毎年春にモロカイ島で開催されるフラの祭で、1991年に始まり、フラダンス、歌、ハワイの手芸品の展示、特別な伝統行事などがある。ハワイ島のヒロでイースターの時期に行われるメリー・モナーク・フェスティバルのような大掛かりなものでなく、素朴な手作りの祭である。   
伝説では、フラはラカ（en:Laka）女神がハワイ中に広めたもので、マウナロア（マウナロア山とは別  ）のカアナ（Kaana）にあるプウ・ナナ（Pu'u Nana）の丘で創始され、彼女も近くの葬られているという
カフラピコは以前モロカイ島の西端のカルアコイ（Kaluakoi）で開催されたが、最近は島の中心部のカウナカカイで5月中旬に開かれている。 

## 参照項目
- フラ
- モロカイ島
- メリー・モナーク・フェスティバル